# Il grasso e il magro
Il grasso e il magro (in russo Толстый и тонкий?, Tolstyj i tonkij) è un racconto di Anton Čechov, pubblicato per la prima volta nel 1883.

## Trama
Due vecchi amici, uno grasso e uno magro, si incontrano dopo anni alla stazione e si abbracciano felici e un po' commossi: amici d'infanzia, sono stati compagni di scuola al ginnasio, ma non si vedevano da anni. Il magro Porfirij sta scendendo dal treno, carico di valigie, fagotti e scatole, in compagnia della moglie e del figlio adolescente; il grasso Miša, odoroso di xeres e profumo francese, è appena uscito dal ristorante della stazione. I due, dopo aver ricordato i vecchi tempi, i loro rispettivi nomignoli, passano a parlare del presente. Il magro Porfirij dice con orgoglio all'amico di essere assessore di collegio; il grasso Miša è però consigliere privato, è posto cioè cinque gradi gerarchici più in alto di Porfirij. A questa notizia, Porfirij dapprima impallidisce, poi sorride, quindi si mette sull'attenti, si abbottona la divisa e si rivolge al grasso con l'allocutivo "Eccellenza". Il grasso dapprima redarguisce affettuosamente l'amico per il cambiamento di tono e di persona, dal "tu" al "lei"; ma quando vede il magro aumentare in reverenza e addirittura inchinarsi, il grasso si sente nauseato e porge la mano al magro per congedarsi; il magro e i suoi familiari si inchinano e sembrano piacevolmente stupefatti.

## Critica
Il grasso e il magro fu pubblicato per la prima volta sul numero 40, 1º ottobre 1883 del settimanale umoristico e letterario Oskolki (in russo Осколки?, Oskolki, in lingua italiana: Frammenti o Schegge) diretto da Nikolaj Aleksandrovič Lejkin. Čechov utilizzò lo pseudonimo di "Antoša Čechontè". Il grasso e il magro' fu poi pubblicato nell'edizione delle Opere di Čechov dell'editore A. F. Marks (Polnoe sobranie sočinenij A.P. Čechov, Sankt-Peterburg: Izdanie A. F. Marksa, 1886, Vol. II (Racconti umoristici 1883-84).
Il critico formalista russo Viktor Šklovskij spiega il meccanismo di questo racconto umoristico: la novella čechoviana è costruita su un intreccio nitido ed uno scioglimento inatteso. Si fa inoltre ricorso alla mise en abyme
(Viktor Šklovskij, «La struttura della novella e del romanzo». In: Teoria della prosa; Traduzione di Cesare De Michelis e Renzo Oliva, Torino: Einaudi, 1976, pp. 81-82)

## Edizioni
- Antoša Čechontè, «Tolstyj i tonkij (Il grasso e il magro)», Oskolki numero 40, 1º ottobre 1883, p. 5
- Anton Čechov, Racconti; traduzione di Agostino Villa, Vol. II, Torino: Einaudi, 1950
Contiene: Il monaco nero, La steppa, Volodja, Crisi di nervi, Tifo, Racconto d'un avventuriero, L'onomastico, Contadini, Terrore, La scommessa, Il turco, Il violino di Rothscild, La disgrazia, Per affari d'ufficio, La principessa, La voglia di dormire, Il maestro, Brutti caratteri, Il padre, Tre anni, Volodja grande e Volodja piccolo, Anna al collo, Ai bagni turchi, Era lei!, Il padre di famiglia, Il ripetitore, La farmacista, I simulatori, Nelle tenebre, Il grasso e il magro, Esame per promozione di grado, Il ragazzo maligno, L'album, Marmocchi, La moglie, Omicidio.
- Anton Čechov, Tutte le novelle, Vol. I: Teste in fermento; introduzione e traduzione di Alfredo Polledro, Milano: Biblioteca Universale Rizzoli, 1951
- Anton Čechov, Racconti e novelle; a cura di Giuseppe Zamboni; traduzione di Giovanni Faccioli, introduzione di Emilio Cecchi; appendice critica a cura di Maria Bianca Luporini, Coll. I grandi classici stranieri, Firenze: G. C. Sansoni, 1963, Vol. I, pp. 56-58
- Anton P. Čechov, Tutti i racconti, Vol. I: Primi racconti: 1880-1885; a cura di Eridano Bazzarelli, Coll. I grandi scrittori di ogni paese, Serie russa, Tutte le opere di Čechov, Milano: Mursia, 1963
- A. Cechov, Opere, Vol. 1: Romanzi brevi e racconti: 1880-1884; a cura di Fausto Malcovati; traduzione di Monica Gattini Barnabò, Roma: Editori Riuniti, 1984, ISBN 88-359-2699-8